# Black Smoke
Chansons représentant l'Allemagne au Concours Eurovision de la chanson
Is It Right
(2014) Ghost
(2016)
Black Smoke (en français « Fumée Noire ») est la chanson d'Ann Sophie qui représente l'Allemagne au Concours Eurovision de la chanson 2015 à Vienne.
L'Allemagne faisant partie du Big Five, elle est directement qualifiée pour la finale le 23 mai 2015, au cours de laquelle elle termine à la 27e et dernière place avec 0 point, ex æquo avec l'Autriche.